# سن پابلو ده سگوریس
سن پابلو ده سگوریس (به اسپانیایی: San Pablo de Seguríes) یک منطقهٔ مسکونی در اسپانیا است که در ریپولس واقع شده‌است. سن پابلو ده سگوریس ۸٫۷ کیلومتر مربع مساحت دارد.